# Mike Pickel

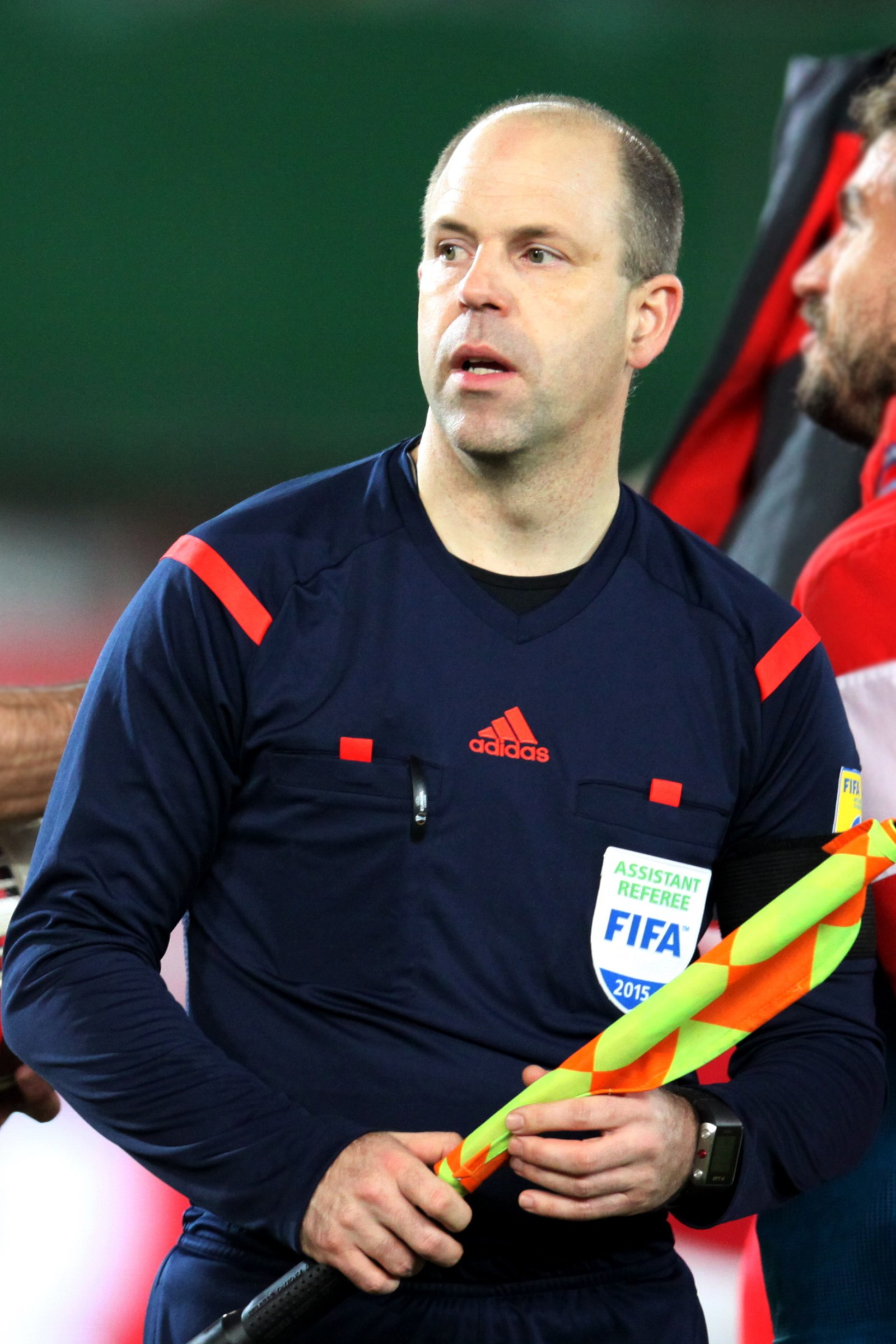
Mike Pickel (2015)

Mike Pickel (* 8. April 1975) ist ein ehemaliger deutscher Fußballschiedsrichter.

## Karriere
Mike Pickel begann im Jahr 1987 als Schiedsrichter und ist derzeit für den TuS Grün-Weiß Mendig aktiv. Er begann seine Karriere im Fußballverband Rheinland und ist seit 1998 DFB-Schiedsrichter. Im Jahr 2000 gelang ihm dann der Aufstieg in die 2. Bundesliga, in der er 57 Spiele geleitet hat. Außerdem leitete er 59 Regionalliga- und 8 DFB-Pokal-Spiele (Stand: 30. Mai 2007).
Noch erfolgreicher ist Mike Pickel allerdings als Schiedsrichter-Assistent und stand, neben neun anderen, seit dem 1. Januar 2007 bis zum 31. Dezember 2020 auf der FIFA-Liste. In dieser Funktion assistierte er, gemeinsam mit Jan-Hendrik Salver, dem deutschen FIFA-Schiedsrichter Wolfgang Stark bei der Weltmeisterschaft 2010 in Südafrika und der Europameisterschaft 2012 in Polen und der Ukraine.
Mit FIFA-Schiedsrichter Herbert Fandel leitete er zudem die Pokalendspiele 2004 zwischen Alemannia Aachen und Werder Bremen sowie 2006 zwischen dem FC Bayern München und Eintracht Frankfurt.
Am 21. Mai 2011 leitete er gemeinsam mit Wolfgang Stark und Jan-Hendrik Salver das Finale des DFB-Pokals 2010/11 im Berliner Olympiastadion. Am 15. Mai 2012 assistierte er Wolfgang Stark zusammen mit Wolfgang Walz beim turbulenten Relegationsspiel zwischen Fortuna Düsseldorf und Hertha BSC (16. der Bundesliga), bei dem Düsseldorf durch ein 2:2 (erstes Spiel 2:1) in die Bundesliga aufstieg.
Am 9. Mai 2012 war er, gemeinsam mit Wolfgang Stark und Jan-Hendrik Salver, beim Endspiel der Europa League in Bukarest zwischen Atlético Madrid und Athletic Bilbao (Endstand 3:0) im Einsatz
Am 21. Mai 2022 beendete er seine aktive Laufbahn mit dem DFB-Pokalendspiel, unter der Leitung von Sascha Stegemann, zwischen dem SC Freiburg und RB Leipzig. Insgesamt fungierte er bei 403 Bundesligaspielen und über 160 internationalen Spielen als Schiedsrichterassistent.

## Einsätze bei der Fußball-Weltmeisterschaft 2010 in Südafrika
| Gruppe B     | 12. Juni 2010 | 16:00 Uhr | Argentinien – Nigeria | 1:0 (1:0) |
| Gruppe C     | 23. Juni 2010 | 16:00 Uhr | Slowenien – England   | 0:1 (0:1) |
| Achtelfinale | 26. Juni 2010 | 16:00 Uhr | Uruguay – Südkorea    | 2:1 (1:0) |

## Einsätze bei der Fußball-Europameisterschaft 2012 in Polen und der Ukraine
| Gruppe A | 12. Juni 2012 | 20:45 Uhr | Polen – Russland   | 1:1 (0:1) |
| Gruppe C | 18. Juni 2012 | 20:45 Uhr | Kroatien – Spanien | 0:1 (0:0) |